# 불타올라라! 열혈 리듬혼 오쓰! 싸워라! 응원단 2
《불타올라라! 열혈 리듬혼 (오쓰! 싸워라! 응원단 2)》은 닌텐도가 발매한 닌텐도 DS용 응원 리듬 액션 게임이다.

## 등장 캐릭터

### 유우히쵸 응원단 (고고한 응원단)
전작에도 등장한 사람들. 그 중 성만 있었던 사이토와 스즈키의 이름이 밝혀졌다. 스테이지에 따라서는 전작보다 수년을 거치고 있다고 생각되지만 시간축은 꽤 애매하다. 그 때문에 고교생인가조차 애매모호하고, 고등학교에 자주 있는 응원부와는 비슷하면서도 다른 존재로, 학생이 아닐 가능성도 있다.

덧붙여 「석양마을」은 전작의 신가 축제로 속하고 있던 동네이며, 사이토와 스즈키의 성우는 아이니스 직원이라고한다.

#### 석양마을
| 응원단원      | 응원단원            | 성우              | 설명 |
| 이름          | 일본어              | 성우              | 설명 |
| ------------- | ------------------- | ----------------- | --- |
| 잇폰기 류타   | 일본어: 一本木 龍太 | 사사키 다이스케   | 유우히쵸 응원단 리더로,「과감하게 응원모드」플레이어 캐릭터의 한 명. 그의 뜨거운 의지와 영혼은, 고난으로 향하는 주위의 사람들에게 용기와 투지를 흥분시킨다. 곡이나 머리 모양 전체가 전작보다 더욱 호쾌하게 되었다. |
| 도메키 카이   | 일본어: 百目鬼 魁   | 츠루오카 사토시   | 유우히쵸 응원단 단장으로, 「격렬하게 응원모드」 플레이어 캐릭터의 한 명. 미래 영겁의 평화를 바라며, 그 마음이 가득찬 소망은 시들어 버린 꽃도 피울 수 있었던 적이 있다고 한다. 응원단 2에서는 신발이 구두에서 나막신으로 바뀌었다. 태어날때는, 양손을 높이 치켜들고 태어났다고 한다. 응원 연습으로 응원을 가르쳐 주지만, 전작과 같이 응원 연습중에 DS를 닫았다가 다시 하려고 DS를 열면 「몰래 게으름을 피우다니 이게 무슨 일이냐!! 다시 해!!」라며 화를 내고 응원 연습이 강제적으로 종료 된다. |
| 다나카 하지메 | 일본어: 田中 一     | 이시카와 다이스케 | 유우히쵸 응원단「가볍게 응원모드」의 플레이어 캐릭터의 한 명. 전작과 같은, 직함은 신입단원. 아직도 응원 실력은 미숙하지만, 그 한결같은 모습은 사람들의 마음에 닿고 있다. 지금 작에서는 학교모자를 쓰게 되었다. 다른 단원과 달리 옷 뒤에 빨간 띠를 메어 띠가 보이게 드러냈다. |
| 사이토 아츠시 | 일본어: 斉藤 篤     | 카미벳후 히토시자 | 인의를 존중하며 완고함. 후도 결정하면 목숨을 걺으로 전력투구 한다. 냉철하게 보이지만 실은 상냥한 마음의 소유자로, 동물을 좋아하는 사람. 지금 작에서는 안대가 칼의 날밑의 형태가 되었다. 스즈키와 함께 서브 캐릭터로 등장. 이름의 유래는 스태프(이니스) 사이토 아츠시에서. |
| 스즈키 잇테츠 | 일본어: 鈴木 一徹   | 나이토 히로키     | 누구보다 눈에 띄어 버리지만, 절대로 기대를 배반하지 않는 남자. 사이토와 같이 동물을 좋아하는 사람. 전작에선 없었던 턱수염이 났다. 사이토와 함께 서브 캐릭터로 등장. 이름의 유래는 스탭(이니스) 스즈키 잇테츠에서. 전작에서는 지금 작에 있어서의 사이토의 설정에 가까운 것이 스즈키의 설정으로서 사용되고 있었다. |

#### 치어걸즈
전작과 멤버는 변함없이, 옷 소매의 디자인이 변한다. 「화려하게 응원모드」으로 사용 가능.
| 응원단원        | 응원단원                                         | 성우        | 설명 |
| 이름            | 일본어                                           | 성우        | 설명 |
| --------------- | ------------------------------------------------ | ----------- | --- |
| 아메미야 사야카 | 일본어: 雨宮 沙耶花                              | 고토 마이   | (청순한얼굴) 정신 통일이 뛰어나고, 단원의 정신 수행에 한 역할 사고 있다. 지금 작에서는 머리 모양이 포니테일로 바뀌었다. 한 여름의 태양이 어울리는 걸 보아 열정적인 걸로 추측되며, 뱅!뱅! 바캉스 스테이지에서는 자신으로 추측된 인물이 시로사키 린이 보고 있는 잡지 PON-PON에 들어가있다.                                            |
| 안나 린드허스트 | アンナ・リンドハースト あんな・りんどはーすと[*] | 아베 사치에 | 「화려하게 응원모드」에 있어서 서브 캐릭터의 한 명. 공부는 정말 싫지만, (그러나 전작의 학교 스테이지에서는 당당히 손을 들고 있었으므로 이 설정은 아무래도 모순되고 있다) 치어리딩 실력은 전미 TOP 3에 들어가는 만큼. 일본을 좋아하고, 이대로 일본에 계속 살겠다고 생각하고 있다. 지금 작에서는 머리카락이 성장하고 웨이브가 걸렸다. |
| 칸다 아오이     | 일본어: 神田 葵                                  | 타나카 마야 | 어학이 통달하고 6개국어를 조종해, 라틴어 박사 학위까지 취득하고 있다. 다양한 장면에서 발휘되는 드지 아가씨는 지금 작에서도 건재하다. 지금 작에서는 머리 모양의 트윈 테일에 리본이 증가했다. 화상을 보는 한 전작과 비교해서 볼륨이 줄어든 것 같다.                                                                                   |

### 아사히쵸 응원단 (고결의 응원단)

#### 조양마을
이번 편에 새로등장한 응원단으로, 유우히쵸 응원단과는 라이벌.(다만, 최종 스테이지는 유우히쵸 응원단에게 구해져, 그들과 함께 지구를 구함.)
엠블렘은 전형적인 유우히쵸 응원단과는 달리, 감각을 살렸다. EN을 O로 둘러싼 디자인으로, 이 세글자를 합치면 OEN='응원'이 된다.
전력소년 스테이지를 클리어한후, 등장하는데, 페리를 타고온다. 따라서, 그들의 페리를 소유한걸로 추측됨.
고풍스럽고, 어느 정도 강압적인 스타일의 유우히쵸 응원단과는 달리, 여유롭고, 상대방을 동화시키는 스타일이다.(특히 believe 스테이지에서는 치어걸스를 제외한 모든 응원 주인공들과 서브 캐릭터들이 눈물을 흘리면서 오쓰를 외친다.)
더불어 조양마을은 전작의 시즈와 그녀의 부친 멜로디 스테이지의 등장인물 여성, 할아버지가 축제에 참가하고 있던 동네임.
| 응원단원        | 응원단원 | 성우 | 설명 |
| 이름            | 일본어   | 성우 | 설명 |
| --------------- | -------- | ---- | --- |
| 사이온지 하야토 |          |      | 유우히쵸 응원단 리더인 잇폰기의 뜨거운 혼에 지지 않을려는 라이벌 의식이있다. 쿨한 외모와는 달리, 신념을 이루고자 하는 노력을 게을리 하지 않는다. 뱅!뱅!바캉스! 스테이지에서는, 귀공자라는 책을 읽고 있다. [과감하게 응원모드]으로 사용가능.        |
| 키류인 카오루   |          |      | 아사히쵸 응원단 단장. 그가 응원을 개시하면, 신체에 있는 오라가 퍼져 공간에 있는 세계가 화해, 전 세계 사람들이 그의 응원에 매료된다. 뱅!뱅!바캉스! 스테이지에서는, 기차 시간표를 읽고 있다.(책이름은 불명) [격렬하게 응원모드]으로 사용가능.        |
| 키쿠치 신타     |          |      | 아사히쵸 응원단의 신입단원, 스포츠 체육관의 사이온지를 만나 동경해 응원단에 입단한다. 머리에 두르고 있는 흰색 끈은 언젠가는 사이온지를 따라 잡겠다는 증거, 뱅!뱅!바캉스! 스테이지에서는, 응원 입문을 읽고 있다. [가볍게 응원모드]으로 사용 가능.   |
| 모리야마 츠요시 |          |      | 유우히쵸 응원단원의 서브캐릭터. 초등학교(일본 입장에서는 소학교)때 스기타와 크게 싸웠지만, 이후로 둘도 없는 친구로 지내고 있다. 뱅!뱅!바캉스! 스테이지에서는, 매미의 일생이라는 책을 보고 있다.                                                    |
| 스기타 켄신     |          |      | 유우히쵸 응원단원의 서브캐릭터. 웃지도, 화내지도 않는데, 감정표현을 안한다. 항상 냉정침착하게 판단해 조양마을 응원단의 참모역을 맡고 있다. 뱅!뱅!바캉스 스테이지에서는 고양이 키우기라는 책을 보고 있는데, 실눈인지, 눈을 항상 감고 있는지는 불명. |

#### 치어걸즈
유우히쵸 응원단과는 달리 복장 노출이 소극적인데, 유우히쵸 응원단 치어걸즈는 가슴 약간과 배를, 아사히쵸 응원단 치어걸즈는 배만 내놓고 있다. 또 로우힐을 신고 있는데, 아사히쵸 응원단 치어걸즈는 운동화를 신고 있다. 하나 더 다른 건, 유우히쵸 응원단 치어걸즈는 다리가 맨다리이나, 아사히쵸 응원단 치어걸즈는, 리본이 달려있는 흰색 스타킹을 신고 있다. [화려하게 응원모드]로 사용가능.
| 응원단원        | 응원단원 | 성우 | 설명 |
| 이름            | 일본어   | 성우 | 설명 |
| --------------- | -------- | ---- | --- |
| 시로사키 린     |          |      | 자립심이 강하고, 어려운 사람을 돕는 활동을 부지런히 하고 있다. 나쁜걸 싫어함. 뱅!뱅!바캉스! 스테이지에서는 PON-PON이라는 잡지를 읽고 있다. |
| 미나즈키 레이카 |          |      | 유서깊은 다도 가문에서 태어났는데, 초일류 상류가정의 아가씨, 세상물정을 잘 모르는 형편이 있어, 최근엔 처음 먹어본 라면맛에 감동했다고 한다. 한편 뱅!뱅!바캉스! 스테이지에서도, 라면진도중(라면으로 가는 길)을 읽고 있는데, 리루라 리루하 스테이지에서는 등장씬에서 피아노를 치고 있다.(응원단원들은 메인 캐릭터가 침. 예: 과감한응원으로 하면 사이온지 하야토가 치고 있다.) |
| 카와이 호노카   |          |      | 운동능력이 너무 좋지 않지만, 자신의 소망으로 남을 감동시킬수 있다는 것에 입단, 말할땐 뭐라고 말하는지, 천천히 조용하게 말한다. 뱅!뱅!바캉스 스테이지에서는, 토끼 통신이라는 책을 읽고 있고, 치마에 토끼 인형을 달아놓은걸 보아, 토끼를 좋아하는 것 같다. |

## 스테이지
| 번호            | 아티스트/수록곡                                                           | 등장 응원단                        | 주요 인물                                                                       | 성별 | 목적 |  |
| --------------- | ------------------------------------------------------------------------- | ---------------------------------- | ------------------------------------------------------------------------------- | ---- | --- |  |
| 1               | 스키마스위치 - 全力少年 (전력소년)                                        | 유우히쵸                           | 하나다 츠요시 (花田 剛)                                                         | 남   | 재수생인 '하나다 츠요시'를 성공 할 수 있도록 도와준다.                                                   |  |
| 2               | 기무라 카엘라- リルラ リルハ (Real Life, Real Heart)                      | 아사히쵸                           | 사타케 유리아 (佐竹 ゆりあ)                                                     | 여   | '사타케 유리아'가 속해있는 합창부를 다시 부흥시킬 수 있도록 도와준다.                                    |  |
| 3               | FLOW - 贈る言葉 (보내는 말)                                               | 유우히쵸                           | 에비야마 (海老山)                                                               | 남   | '에비야마'를 요코즈나 (스모에서 제일 높은 직위.)로 승진 시켜줄 수 있도록 도와준다.                       |  |
| 4               | 히라이 겐 - POP STAR                                                      | 아사히쵸                           | 쿠로이와 신타로 (黒岩 慎太郎)                                                   | 남   | 의사인 '쿠로이와 신타로'를 섬마을에서 모든 것을 다 고칠 수 있게 도와준다.                                |  |
| 5               | 야이다 히토미 - Go My Way                                                 | 유우히쵸                           | 카에데 (楓)                                                                     | 여   | 전직 프로레슬러이자 현직 온천집 직원인 '카에데'에게 전작의 도자기 장인을 잘 대접해줄 수 있도록 도와준다. |  |
| 6               | 체커즈 - ジュリアに傷心 (줄리아의 상심)                                   | 유우히쵸                           | 모리야마 카리산 (森山 狩三)                                                     | 남   | 이발사인 '모리야마 카리산'에게 상대편 미용실과의 경쟁에서 이길 수 있도록 도와준다.                       |  |
| 7               | GOING UNDER GROUND - VISTA                                                | 아사히쵸                           | 사이고 야마타로 (財古 山太郎)                                                   | 남   | 신발 판매직원인 '사이고 야마타로'에게 우주에서 외계인들에게 신발을 파는 데 도움을 준다.                  |  |
| 8               | 홈 메이드 카조쿠 - 少年ハート (소년하트)                                  | 유우히쵸                           | 오카야마 모모타로 (岡山 桃太郎)                                                 | 남   | 다시 도깨비섬에 가서 도깨비 퇴치를 하는 '오카야마 모모타로'를 도와준다.                                  |  |
| 9               | 미히마루 지티 - 気分上々↑↑ (기분상승)                                     | 아사히쵸                           | 오오가미 고로 (大神 五郎)                                                       | 남   | 늑대인간인 '오오가미 고로'의 데이트를 성공적으로 이끌 수 있도록 도와준다.                                |  |
| 10              | 호테이 도모야스 - バンビーナ (밤비나)                                     | 유우히쵸                           | 마츠리다 타쿠야 (祭田 タクヤ)                                                   | 남   | '마츠리 부부'의 아들인 '마츠리다 타쿠야'를 더 이상 오줌싸개가 되지 않게 도와준다.                        |  |
| 11              | SMAP - BANG!BANG! バカンス! (뱅! 뱅! 바캉스)                              | 아사히쵸                           | 카모가와 크리스틴 (鴨川 クリスティーヌ)                                         | 여   | 소설가인 '카모가와 크리스틴'을 마감일까지 소설을 완성할 수 있게 도와준다.                                |  |
| 12              | AI - Believe                                                              | 아사히쵸                           | 시라토리 마나 (白鳥 マナ)                                                       | 여   | 언니를 대신해서 '시라토리 마나'에게 피겨 스케이팅 선수가 될 수 있도록 도와준다.                          |  |
| 13              | 기시단 - 族 ('겨레' 또는 '조쿠')                                          | 유우히쵸                           | 후카이 마모루 (深井 守) 야마시타 코우스케 (山下 浩介) 야마다 소우지 (山田 総司) | 남   | 갑자기 나타난 냥질라를 중소기업 사장 3인에게 거대로봇으로 이길 수 있게 도와준다.                         |  |
| 14              | 포르노그라피티 - ミュージック・アワー (뮤직아워)                          | 아사히쵸                           | 산다 타마오 (三田 玉緒) 시로가네 쇼코 (白金 松子) 아오야마 와시로 (青山 和代)   | 여   | 이상한 조직에게 잡혀간 연예인 'JIN-2'를 중년 여성팬 3인이 구출해줄 수 있도록 도와준다.                   |  |
| 15              | 하이도 - COUNTDOWN                                                        | 유우히쵸 (초반) 아사히쵸 (중·후반) | 태양, 모든 지구인들                                                             | 불명 | 얼어붙은 태양을 다시 불태울 수 있게 돕는다.                                                              |  |
| 16              | 삼보마스터 - 世界はそれを愛と呼ぶんだぜ (세계는 그것을 사랑이라 부른다고) | 유우히쵸 아사히쵸                  | 태양, 모든 지구인들                                                             | 불명 | 얼어붙은 태양을 다시 불태울 수 있게 돕는다.                                                              |  |
| 보너스 스테이지 |                                                                           |                                    |                                                                                 |      | |  |
| 1               | ORANGE RANGE - MONKEY MAGIC                                               | 아사히쵸                           | 원숭이군 (サル君)                                                               | 남   | 원숭이인형인 '원숭이군'을 장난감병정과 함께 주인 곁으로 돌아갈 수 있게 도와준다.                         |  |
| 2               | 나카시마 미카 - GLAMOROUS SKY                                             | 유우히쵸                           | 마사시 (マサシ)                                                                 | 남   | 초등학생인 '마사시'가 좋아하는 여자아이가 전학가기 전에 고백할 수 있도록 도와준다.                       |  |
| 3               | ZZ - サムライブルー (사무라이 블루)                                       | 아사히쵸                           | 패킷맨 (パケットマン)                                                           | 남   | 핸드폰 주인을 대신해 문자를 전해줄 수 있도록 도와준다. 참고로 '패킷맨'은 화면에는 보이지 않는다.         |  |

- 전하는 말 스테이지에 있는 씨름 선수를 기준으로 왼쪽이 유우히쵸, 오른쪽이 아사히쵸다.

## 난이도
전작과 마찬가지로 4개의 난이도 모드가 있는데, 난이도가 올라갈수록 세심한 터치펜 컨트롤이 필요하며, 히트 마크는 늘어나지만, 슬라이드 마크가 줄어든다.
| 난이도            | 난이도                  | 설명 |
| 명칭              | 다른 명칭               | 설명 |
| ----------------- | ----------------------- | --- |
| 가볍게 응원모드   | 신입단원 모드 (Easy)    | 유우히쵸에서 다나카 하지메가, 아사히쵸에서 키쿠치 신타가 응원한다. 슬라이드가 적지만 히트마크가 간단하고 마커가 곡 전체의 박자에 맞춰져 가장 쉽다. 평균적으로 170 ~ 230콤보가 나온다. |
| 과감하게 응원모드 | 리더 모드 (Normal)      | 유우히쵸에서 잇폰기 류타가, 아사히쵸에서 사이온지 하야토가 응원한다. 콤보수는 가볍게 응원보단 많으나, VISTA 스테이지에선 더 적다.(그 이유는 가볍게 응원에서 슬라이드가 많았기 때문.) 히트마크가 많아지고 슬라이드 마크에서 도돌이표가 나오기보다는 여럿으로 나뉘며 겹치기가 주로 나오며, 마커가 곡의 가사에 맞춰져 있다. 히트마크와 슬라이드 마크의 밸런스가 가장 맞으며, 엇박은 리듬히어로의 제이보다 적고. 후반이 어렵다. 예를 들어 COUNTDOWN곡에선 신입모드가 곡을 따라가는 반면, 과감,격렬,화려한 응원은 1구간에서 전자기타 소리를 따라가야한다. 평균적으로 220 ~ 370콤보가 나온다.           |
| 격렬하게 응원모드 | 단장 모드 (Hard)        | 유우히쵸에서 도우메키 카이가, 아사히쵸에서 키류인 카오루가 응원한다. 슬라이드가 크게 줄어들거나 짧게 나오고, 히트마크가 크게 늘어난다. 도돌이표가 있는 슬라이드 마커가 많은데, 이것이 굴리는 속도도 빠르고 반복하며, 슬라이드 길이가 짧아 어렵다. 박자가 곡의 마디에 맞춰져 있고,겹치기 보다는 단타로 이루어져 있다. 난이도가 크게 상승하나, 격부 상승 속도가 가장 빠른 시기다.(특히, 한명분 격부에서 정예단원 까지는 약 3스테이지만 클리어하면된다.) 평균적으로 320 ~ 450 콤보가 나온다. |
| 화려하게 응원모드 | 치어걸스 모드 (Extreme) | 타겟이 작아지고 기합 하강속도가 빨라지며 타이머 써클이 작아지는 속도도 빨라진다. 격렬하게 응원과 마커 배치가 비슷하나, 좌우 대칭이고 사잇노트도 생겨나 둘 중 하나에 너무 익숙해지면 다른 난이도에서 헷갈리기 쉽다. 치어걸스가 응원하는데, 이 치어걸스 3명이 같은 동작을 따라하지만, 늦게 하는 캐릭터도 있다. 주 캐릭터는 유우히쵸가 아메미야 사야카이고, 아사히쵸는 시로사키 린이다. 이 사잇노트를 게이머들은 기습타겟이라 부르고 있다. 한편 패턴도 조금 변하는 곡들도 있다. (단장 모드에서 슬라이드라면, 치어걸스는 겹치기 또는 짧은 슬라이드가 나온다.) 단장과 평균 콤보는 비슷하나, 약간 높다. |

### 난이도별 응원단원
| 난이도명                    | 응원단원                                      | 응원단원                                      |
| 난이도명                    | 유우히쵸                                      | 아사히쵸                                      |
| --------------------------- | --------------------------------------------- | --------------------------------------------- |
| 가볍게 응원모드 (Easy)      | 다나카 하지메, 스즈키 잇테츠, 사이토 아츠시   | 키쿠치 신타, 스키타 겐신, 모리야마 츠요시     |
| 과감하게 응원모드 (Normal)  | 잇폰기 류타, 스즈키 잇테츠, 사이토 아츠시     | 사이온지 하야토, 스키타 겐신, 모리야마 츠요시 |
| 격렬하게 응원모드 (Hard)    | 도메키 카이, 스즈키 잇테츠, 사이토 아츠시     | 키류인 카오루, 스키타 겐신, 모리야마 츠요시   |
| 화려하게 응원모드 (Extreme) | 아메미야 사야카, 안나 린드허스트, 칸다 아오이 | 시로사키 린, 미나스키 레이카, 카와이 호노카   |

## 레벨
레벨엔 76개 스테이지의 최고 점수의 합으로 주어지는 격부(格付)( 리듬히어로로 치면 등급 / 번역하면 계급 정도 ) 가 있고, 스테이지마다 주어지는 랭크가 있다.

### 등급
격부(格付)는 각 스테이지의 최고 점수의 합을 기준으로 얻게 되는 등급으로 총 13개가 있다. 팻말과 옆에 있는 트로피도 달라진다.
1. 신출내기 단원(かげだし団員)
2. 반명분(半人前)
3. 기대되는 신인(期待のルーキー, 이상 흰색 팻말 및 일반 견장.)
4. 완성된 상수(盛り上げ上手,MONKEY MAGIC 추가)
5. 한명분(一丁前)
6. 정예단원(精鋭団員, 이상 구리색 팻말 및 구리색 작은 트로피 , GLAMOROUS SKY 추가)
7. 믿음가는 리더(頼れるリーダー)
8. 내가 마을의 자랑(我が街の誇り)
9. 응원귀신(エールの鬼, 이상 은색 팻말 및 은색 중간 트로피, サムライブルー 추가)
10. 근성의 전도사(根性の伝道師)
11. 구세주(救世主, 히든모드 등장.)
12. 기합신(気合神, 이상 금색 팻말 및 금색 큰 트로피, 응원단 1에서는 가장 높은 격부.)
13. 본격리듬마종(本格リズム馬鹿, 총점이 1억점이 넘으면 주어지고 매우 큰 트로피에, 흰색이지만 윤기가 나있다.(유리 또는 다이아몬드와 비슷) )

### 랭크
- 응원 실패
- D랭크
- C랭크
- B랭크
- A랭크
- S랭크
- 퍼펙트(올 콤보)
- 이 때, 보통 퍼펙트가 나오면 적어도 B랭크는 받는다. 그러나 100과 50의 개수가 많을 때엔 퍼펙트가 나와도 C랭크 이하를 받을 수 있다.
- 보통 퍼펙트일 경우에만 S랭크가 되지만, 퍼펙트가 아니어도 S랭크를 받을 수 있다. 예를 들어, 슬라이드에서 누르고 있다가 끝까지 안 누르고 손을 떼면 콤보가 끊기게 된다. 하지만 X판정이 안 나오고 100, 50 판정을 받게 된다. 그래서 100, 50이 전체 10% 이내가 된다면 퍼펙트가 아니어도 S랭크가 나올 수 있다.

### 게이머 사이의 랭크
게임에서 공식으로 나오는 랭크는 아니지만 S랭크의 범위가 넓기 때문에 세분화해서 부르기도 한다.
- 50없이 S랭크: 50점이 나오지 않고 S랭크를 받는 것으로 50점이 많이 나오지 않아 S랭크와 큰 차이를 보이지는 않는다.
- 50(1개까지), 100 개수 합 전체 10% 이내 S랭크
- 올 300: 한 스테이지에서 얻을 수 있는 최고 랭크로 모든 마커에서 300점이 나와야 한다. 외국에는 응원단 3개 시리즈의 모든 스테이지를 모두 올 300 처리한 게이머가 있으며[출처 필요], 우리나라에는 응원단 2개 시리즈의 모든 스테이지를 모두 올 300 처리한 게이머가 있다.[8] 도와줘! 리듬 히어로는 모든 난이도에서 스핀 마크가 없는 곡(ABC)이 있어 올 300의 점수가 고정된 곡도 있으나, 응원단 2에선 모든 스테이지에 스핀 마크가 내장되어 있어 고정된 점수를 보이지 않는다. 따라서 올 300은 아니지만 올 300보다 높은 점수가 나올 수 있다.
- 9999999: 단장모드와 치어리더 모드에서 히든 모드를 설정한 世界はそれを愛と呼ぶんだぜ에서만 나오는 점수이며 S를 받으면 보통 나온다. 실제로는 1000만점이 넘지만 점수 표기가 일곱 자리까지만 되는 게임 상의 기술 한계로 나타나는 점수이다.[9]

## 히든 모드
- 히든 모드는 격부가 구세주가 되면 나온다. 타이머서클이 사라지고, 가볍게 응원을 제외하고는 마커도 치기 직전 사라지기 때문에 타이밍과 위치를 기억해야 하며 치는 마커마다 점수가 1.5배로 늘어난다.

## 보너스 점수

### 같은 색깔 마커에 따른 보너스 점수
- 마커의 색깔은 초록, 노랑, 빨강, 파랑이 있는데, 색깔 단위로 보너스 점수 판정이 난다.
- 연속된 색깔의 마커에서 전부 300점이 나오면, 격(激, 리듬히어로에서는 Elite Beat)이, 100점이 한 개라도 나오면 갈(喝, 리듬히어로에서는 Beat)이 나온다. 그러나 50점이나 X가 한 개라도 나오면 보너스 점수가 없다.
- 보너스 점수에 따라 윗화면의 실시간 진행 결과가 달라진다. 격이 나오면 좋은 상황, 갈이 나오면 보통의 상황, 없으면 나쁜 상황이 연출되며 격이나 갈이 나오면 기합이 추가로 올라간다.

### 연속 성공에 따른 보너스 점수
- 3콤보부터 보너스 점수가 생기며 콤보 수와 난이도에 따라 본 점수가 달라진다. 예를 들어 리더모드에서 172콤보째가 300이면, 172-2(1,2콤보에는 보너스 점수가 없음) * 30 [300의 10%]=5100점으로 처리된다. 또, 신입단원 모드에서 172콤보째가 100이면, 172-2*4 [100의 4%]=680점으로 처리된다. 그리고, 치어리더나 단장모드에서 312콤보째가 300이면, 312-2*60 [300의 20%]=18600점으로 처리된다. 이 때, 신입단원 모드는 10%가 아닌 4%, 단장모드와 치어리더 모드는 20%이며, 30콤보씩을 성공할 때마다 응원 주인공들의 얼굴이 나타난다. 다만 60콤보이후엔 100콤보가 되어야하며, 그와 동시에 응원단에게 불 효과가 붙는다. 다만, 슬라이드 미스나 X가 나오면 불이 꺼지게된다. 즉, 콤보가 초기화되는 것이다.

## 응원 성공 여부 판정
- 한 스테이지는 여러 개의 섹션으로 나뉘어 있으며, 각 섹션이 끝날 때 기합이 반 이상이면 성공 반 이하면 실패이다. 각 섹션의 성공 여부에 따른 결과가 달라진다.
- 주어진 섹션 전부 성공: 응원 대성공이 나오며, 특전 CG가 추가되는데, 응원의 기록에서 별이 표시되어 있으면 된다. 최종결과는 좋은 결과가 나온다. 특전 CG가 나오며 다시 볼 수 있다.
- 주어진 섹션을 전부는 성공하지 못 했을때: 응원 대성공은 나오지만, 배경음악이 나오지 않는다. 최종결과는 보통이 나온다.
- 주어진 섹션 전부 실패: 응원 금일보가 나오며, 응원 주인공들이 실망스런 표정을 취한다. 최종결과는 나쁘게 나온다.
- believe곡에서는, 섹션을 모두 실패해도 대성공이 나오는데, 그 대신 메달 색깔이 다르다.

3개 모두 성공:금메달
1개 이상 실패:은메달
3개 모두 실패:동메달

## 응원 앨범(도와줘! 리듬 히어로! 갤러리)
응원단2
1. 유우히쵸가 나오며 유우히쵸 응원단이 건재하다는 것을 보여준다. 스테이지 1: 전력소년
2. 아사히쵸가 등장하면서 아사히쵸 응원단이 조양마을에 상륙한다. 스테이지 2: 리루라 리루하, 전하는 말, POP STAR
3. 주요 멤버 두 명의 얼굴이 나오면서 '각자의 생각 각자의 자존심'이라는 문구가 나타난다. 스테이지 3: VISTA, 오 마이 줄리아(줄리아의 상심), GO MY WAY, 몽키매직(히든)
4. '각자의 응원, 각자의 길'이 나오면서 물고기가 나온다. 스테이지 4: 소년하트, 기분상승, 밤비노, BANG! BANG! 바캉스, 글래머스 스카이(히든)
5. 비 오는 날 아사히쵸가 박스에 있는 고양이를 (단장은 곰, 치어리더는 토끼) 지켜보고 , 유우히쵸는 이를 지켜본다. 스테이지 5: BELIEVE
6. 유우히쵸는 '절차탁마(切磋琢磨)', 아사히쵸는 '명경지수(明鏡止水)'라는 문구가 나오면서 땅의 힘, 물의 힘이 나타난다. 스테이지 6: 뮤직아워, 조쿠, 사무라이 블루(히든)
7. 하늘이 캄캄한 상태에서 '유우히쵸와 아사히쵸가 세계 중간에 설수 있을까?'라는 문구가 나온다. 태양도 약간 어두워져있다. 라스트 스테이지: COUNTDOWN, 세계는 그걸 사랑이라 부른다.
8. 모든 응원 의뢰인이 양쪽 응원단을 떠받들게 된다.(난이도 클리어| 리더를 클리어하면 단장이 나오고, 단장을 클리어하면 치어걸스가 나온다.)
그밖에 응원 대성공시의 특전 CG와, 일정한 등급, 목표를 달성하면 나오는 CG도 있다.

## 추가된 기능
| 바뀐 부분                 | 응원단 1                  | 리듬히어로                    | 응원단 2                                             |
| ------------------------- | ------------------------- | ----------------------------- | ---------------------------------------------------- |
| 스토리 스킵               | 없음                      | 전주만 스킵 가능              | 전주, 후주(한번 이상 클리어했을시) 스킵 가능         |
| 리플레이                  | 없음                      | 곡당 1개                      | 난이도, 곡에 관계없이 20개 (같은 스테이지 중복 가능) |
| 멀티 플레이의 캐릭터 선택 | 고르는 것이없다           | 클리어한 난이도만큼의 단원    | 클리어한 난이도만큼의 단원                           |
| 모든 스테이지 클리어 시   | 없음                      | 화끈 미션 시 사령관 사용 가능 | 히든 모드 생성(일정한 등급 달성시)                   |
| 채보 칠때의 소리          | 호루라기, 큰 북 , 작은 북 | 전자기타, 드럼, 전자 베이스   | 응원단 1과 동일                                      |